# Windows Display Driver Model
Windows Display Driver Model (WDDM) – model sterowników dla kart graficznych działających pod kontrolą systemu Windows. Model WDDM jest używany przez sterowniki kart graficznych w celu uzyskania funkcjonalności niezbędnej do wyświetlenia pulpitu i aplikacji przy użyciu Desktop Window Managera. 